# Borteahivka, Rojîșce
Borteahivka (în ucraineană Бортяхівка) este un sat în comuna Tîhotîn din raionul Rojîșce, regiunea Volînia, Ucraina.

## Demografie
Componența lingvistică a localității Borteahivka
     Ucraineană (100%)
Conform recensământului din 2001, toată populația localității Borteahivka era vorbitoare de ucraineană (100%).